# Campeonato Paraguayo de Fútbol 1941
El Campeonato Paraguayo de Fútbol de 1941 fue la trigésima primera edición del principal torneo de fútbol de Paraguay.
El campeón del torneo fue el Club Cerro Porteño quienes obtuvieron su octavo campeonato en la primera categoría.

## Desarrollo
|  | Campeón.    |
|  | Descendido. |

| Equipo                |
| --------------------- |
| Club Cerro Porteño    |
| Club Libertad         |
| Club Olimpia          |
| Club Sol de América   |
| Club Guaraní          |
| Atlántida Sports Club |
| Club Nacional         |
| Club River Plate      |
| Club Presidente Hayes |
| Sportivo Luqueño      |
| Atlético Corrales     |

| Bandera de Paraguay        |
| Campeón Club Cerro Porteño |
| Octavo título              |